# بری کریک (کالیفرنیا)
بری کریک (به انگلیسی: Berry Creek) یک منطقهٔ مسکونی در ایالات متحده آمریکا است که در شهرستان بیوت، کالیفرنیا واقع شده‌است. بری کریک ۱۴۸٫۰۹ کیلومتر مربع مساحت و ۱۱۲٬۵۸۰ نفر جمعیت دارد و ۶۰۸ متر بالاتر از سطح دریا واقع شده‌است.